# Caribou-Munroes Island Provincial Park
Caribou Provincial Park är en park i Kanada.   Den ligger i provinsen Nova Scotia, i den östra delen av landet, 1 000 km öster om huvudstaden Ottawa. Caribou Provincial Park ligger 14 meter över havet.
Terrängen runt Caribou Provincial Park är platt. Havet är nära Caribou Provincial Park åt nordost. Närmaste större samhälle är New Glasgow, 15,6 km söder om Caribou Provincial Park. 
I omgivningarna runt Caribou Provincial Park växer i huvudsak blandskog. Runt Caribou Provincial Park är det glesbefolkat, med 16 invånare per kvadratkilometer.